# Aurora (Dacota do Sul)
Aurora é uma cidade  localizada no estado norte-americano de Dacota do Sul, no Condado de Brookings.

## Demografia
Segundo o censo norte-americano de 2000, a sua população era de 500 habitantes. 
Em 2006, foi estimada uma população de 455, um decréscimo de 45 (-9.0%).

## Geografia
De acordo com o United States Census Bureau tem uma área de 
1,2 km², dos quais 1,2 km² cobertos por terra e 0,0 km² cobertos por água. Aurora localiza-se a aproximadamente 515 m acima do nível do mar.

## Localidades na vizinhança
O diagrama seguinte representa as localidades num raio de 20 km ao redor de Aurora. 